# شانه‌موش ریو نگرو
شانه‌موش ریو نگرو (نام علمی: Ctenomys rionegrensis) نام یک گونه از سرده شانه‌موش است.